# 勒里希
勒里希（德語：Röhrig）是德国图林根州的市镇，隶属于艾希斯费尔德县。总面积为2.8平方千米，截至2023年12月31日总人口为219人。